# Grooming (Pädokriminalität)
Als Grooming wird die gezielte Kontaktaufnahme Erwachsener mit Minderjährigen in Missbrauchsabsicht bezeichnet, indem stufenweise ihr Vertrauen erschlichen wird.

## Beschreibung
Das englische Wort grooming „striegeln, zurechtmachen, vorbereiten“ bezieht sich darauf, dass den potenziellen Opfern zunächst geschmeichelt wird oder ihnen Geschenke gemacht werden, um ihr Vertrauen zu erlangen. Geschieht dies im Internet – etwa in Chats oder in sozialen Netzwerken –, spricht man von Cyber-Grooming.

## Rechtslage
Bis zum Schutzalter (in Deutschland 14 Jahre) sind sexuelle Handlungen generell verboten. Sie gelten als sexueller Missbrauch von Kindern und werden strafrechtlich verfolgt. Das Schutzalter ist eine in den einzelnen Staaten unterschiedliche Altersgrenze, ob und wann Handlungen strafbar sind. 
Bei der Frage, ob Grooming strafrechtlich relevant ist, spielen auch Aspekte wie die Position des handelnden Erwachsenen – ob es sich dabei etwa um ein Familienmitglied oder einen Lehrer handelt (Sexueller Missbrauch von Schutzbefohlenen) – eine gewichtige Rolle. Dabei werden in manchen Staaten hetero- und homosexuelle Handlungen unterschiedlich bewertet.